# Montblanc
|  | Per a altres significats, vegeu «Montblanc (desambiguació)». |

Montblanc és una vila i municipi de Catalunya, capital de la comarca de la Conca de Barberà. Té una població de 7.539  habitants (2024) i amb una superfície de 91,11 km² és el municipi més gran de la comarca.
Té el títol de Vila Ducal des de 1387. El nucli antic fou declarat Conjunt Monumental i Artístic el 1947. El 1998 les pintures rupestres del terme foren declarades Patrimoni de la Humanitat per la UNESCO com a jaciment de l'Art rupestre de l'arc mediterrani de la península Ibèrica. Montblanc és al sud de la comarca, al centre de la depressió formada pels rius Anguera i Francolí. El terme municipal està delimitat, a grans trets, per la serra de Miramar i les Muntanyes de Prades.

## Etimologia
La vila deu el nom al turó que està situat al centre del nucli antic, conegut com el Pla de Santa Bàrbara. En aquest turonet (o mont) no s'hi conreava, ja que donava molt pocs fruits i es considerava erm (o albis -blanc-, en català medieval). Així va sorgir el topònim de Montis Albis que originà el de Montblanc.

## Història

### Prehistòria
S'han trobat pintures i restes paleolítiques a la zona de muntanya del terme municipal. En total són 11 conjunts de pintures rupestres d'estil naturista i esquemàtic (declarades Patrimoni de la Humanitat per la UNESCO el 1998), gravats rupestres i jaciments paleolítics, neolítics i de l'edat del bronze.

### Edat Antiga
Entre els segle iv aC i el segle ii aC hi havia un poblat de la tribu ibera dels cossetans al Pla de Santa Bàrbara, el turó que dona nom a Montblanc. També s'han trobat assentaments romans (vil·les) dels segles posteriors.

### Edat mitjana
Les restes del període visigot i dels sarraïns són molt escasses. Des de mitjan segle ix fins a principi de segle xi la zona nord de la província de Tarragona es converteix en terra de ningú, frontera entre àrabs i cristians. D'aquesta manera, la zona de Montblanc resta inhabitada durant molt temps.

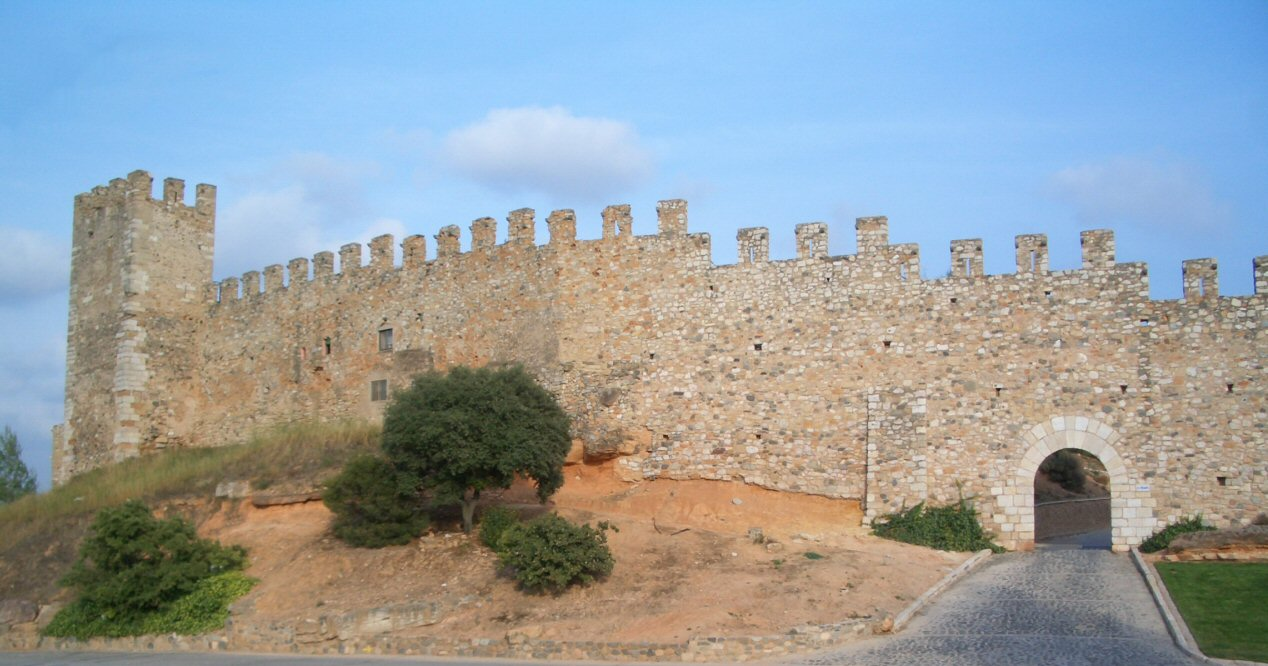
Muralla de Montblanc amb el portalet, posterior, del Foradot. El perímetre del clos emmurallat és d'uns 1.500 metres i encercla tot el nucli de l'antiga població. El material emprat és pedra, argamassa i en alguns punts tàpia.

El 978, el cabdill sarraí Almansor fa una ràtzia contra el Comtat de Barcelona. Segons les cròniques, el primer enfrontament es va produir al castell d'al-Daliya, que s'ha identificat com el de Lilla, al límit dels termes de Montblanc i Valls. L'avenç cristià continuava i l'any 1076 el comte de Barcelona Ramon Berenguer II va ordenar crear el poblat de Duesaigües a l'aiguabarreig dels rius Anguera i Francolí.
Per tal d'afavorir la repoblació de la Catalunya Nova, el comte Ramon Berenguer IV va atorgar exempcions d'impostos (no pagar usatges, ni cens, ni taxes de llenys ni d'aigües) a algunes poblacions, entre elles Duesaigües. Aleshores, el 1155, la població va passar a anomenar-se Vilasalva (vila salvada d'impostos).
Les contínues inundacions i la necessitat d'instal·lar una plaça forta a mig camí de Tarragona i Lleida, van fer decidir al rei Alfons I ordenar traslladar la població a un petit turó erm situat a prop i li va atorgar la nova carta de població a Pere Berenguer de Vilafranca. Així nasqué Montblanc el febrer de 1163.
La vila va créixer ràpidament; el 1170 estan documentats el castell al cim del turó i una església romànica dedicada a Santa Maria. Va aparèixer el barri del Mercadal, amb activitats comercials.
Al segle xiii Montblanc va créixer gràcies a nous privilegis reials i a la concessió de mercats i fires de bestiar. Es constitueix el municipi per ordre de Pere el Gran el 1284, la vegueria de Montblanc i es funden les Escrivanies Reials i l'Estudi Major.
L'escut de Montblanc més antic que es coneix data del 1287 i, juntament amb els escuts de Barcelona, Girona, Lleida i Cervera, constitueixen els primers escuts cívics catalans coneguts fins ara. Foren utilitzats pels consells de les diferents viles per ratificar el tractat d'Oloron i el pergamí està custodiat als Arxius Departamentals de Marsella. L'actual escut (vegeu dalt), no està oficialitzat per la Generalitat, però és la forma utilitzada per l'Ajuntament
La vila adquireix importància dins el Principat. Són d'aquest temps les obres de l'església de Sant Miquel, el call jueu, el convent de Sant Francesc, el convent i Santuari de la Serra, el Mercè, i l'hospital-església de Sant Bartomeu i de Santa Magdalena. D'aquest període també destaquem alguns edificis civils com la Casa de la Vila, el Palau Reial i el casal dels Josa.
A València hi ha un carrer anomenat de Montblanc, regal del rei Jaume I a la vila en agraïment a un grup de nobles montblanquins que van anar a la conquesta del Regne de València.

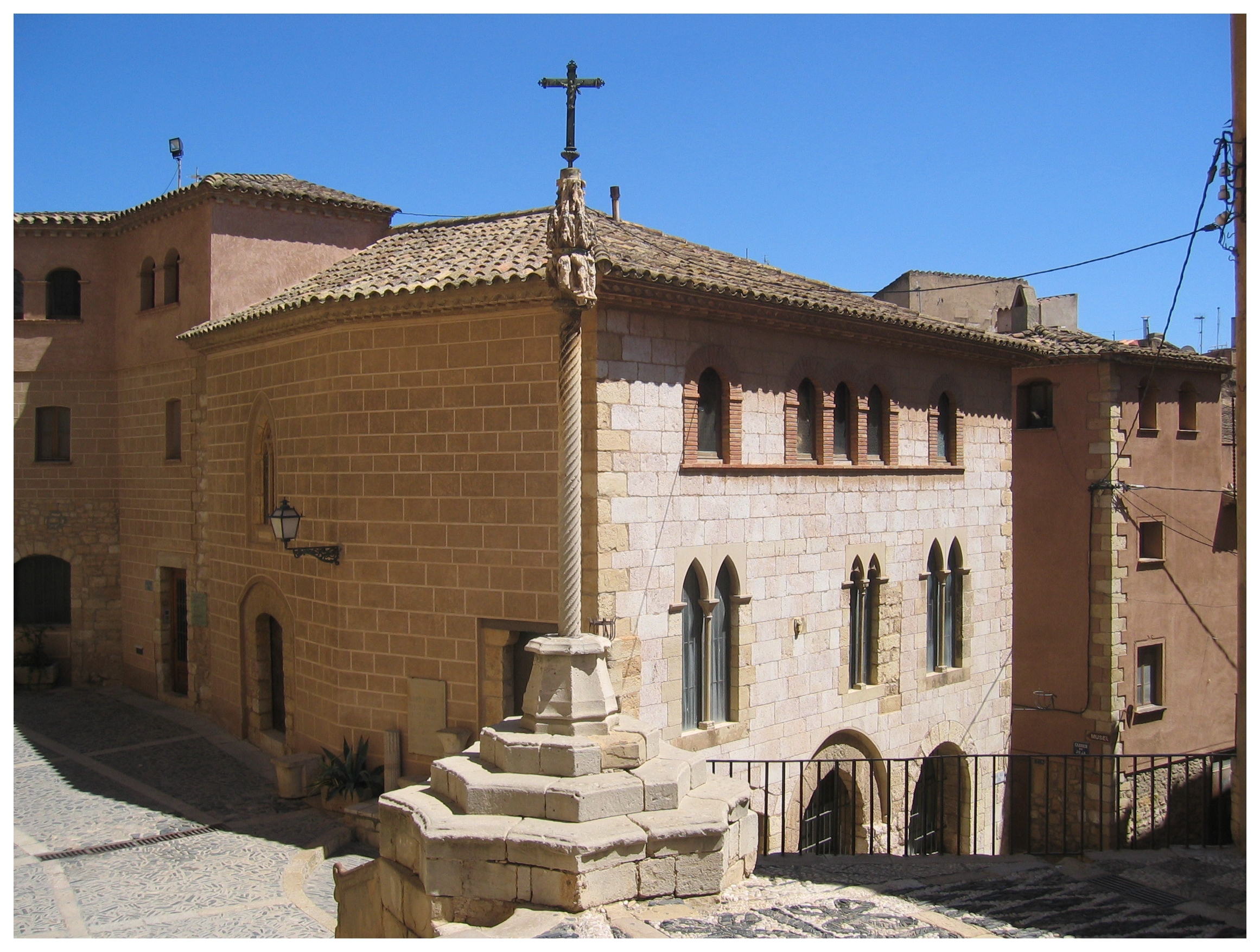
Casal dels Josa (-XVIII). Va ser restaurada l'any 1958 i habilitada com a Museu comarcal. La seva estructura és del i probablement formava part de les Escrivanies. Al va ser residència dels Josa, que el reformaren i ampliaren.

La màxima esplendor montblanquina s'assoleix al segle xiv quan va arribar a ser la setena ciutat de Catalunya en nombre d'habitants darrere de Barcelona, Lleida, Tortosa, Girona, Tarragona i Puigcerdà, i una vila amb un important pes econòmic. El rei Joan el Caçador atorga al seu germà (i futur rei) Martí el títol de Duc de Montblanc.
Es van celebrar Corts Catalanes a Montblanc diverses vegades;
1. El 1307 pel rei Jaume II.
2. El 1333 pel rei Alfons III.
3. El 1370-71 pel rei Pere III.
4. El 1410 s'hi va reunir el Parlament General de Catalunya.
5. El 1414 pel rei Ferran I.
6. El 1640, Felip IV va projectar-ne unes que no es van arribar a celebrar.

Es construeixen les obres més importants de la vila; el recinte emmurallat (amb 31 torres i 5 portals), l'església de Santa Maria, l'església-hospital Sant Marçal i el Palau dels Alenyà. Es va cobrir el Torrent del Riuot, que passa pel bell mig de la vila i es van edificar molins, ponts, la presó, etc.
Des de principis de segle xv el rector de la parròquia de Santa Maria de Montblanc rep el tractament de plebà. Actualment només n'existeixen dos més: a Oliva (la Safor) i Ontinyent (la Vall d'Albaida).
Al final de segle, Montblanc va patir un seguit d'anys de males collites, epidèmies i la Guerra civil catalana que van acabar amb el creixement espectacular de la Vila Ducal. Les muralles van resultar afectades, així com moltes cases i ponts.

### Edat Moderna
Al segle xvi i xvii es va produir una lleu revifalla però la Guerra dels Segadors va significar un cop duríssim per la població; es va destruir part de la muralla, es van cremar els arxius i, durant la retirada de les tropes castellanes, el General Palavicino va fer manar bombardejar la façana de l'església gòtica de Santa Maria. Es van patir múltiples assalts, saqueigs i incendis que van acabar amb la inicial grandesa de Montblanc, que va perdre ja definitivament el seu pes polític i també econòmic. Aquest episodi es coneix com La General Crema.
Amb la Guerra de Successió la vila va perdre molts privilegis, així com la vegueria, que es transformà en Alcaldia Major del Corregiment de Tarragona. La Guerra del Francès i les lluites entre liberals i absolutistes van fer la resta.

### Edat Contemporània
La població es va anar recuperant a grans passes a mitjan segle xix amb artesans i agricultors del conreu de la vinya. Es va produir una explosió demogràfica i comercial quan es van millorar les comunicacions (carreteres a Valls -1821- i a Reus -1843-) i, sobretot, amb l'arribada del ferrocarril el 1863. Per tal de poder-hi transitar els carros, de major càrrega cada vegada entre els anys 1855 i 1865 es destruïren els arcs que cobrien part del carrer Major, ja que en dificultaven el trànsit. També s'enderrocarien els dos portals situats a cada extrem del carrer Major (portals de Sant Francesc i de Sant Antoni).
Però la plaga de la fil·loxera va arruïnar les vinyes completament. No serà fins a la segona meitat del segle xx quan es va començar a dinamitzar la vila, amb la creació del Casal Montblanquí (que va arribar a tenir seccions de futbol sala, hoquei sobre patins, bàsquet, ciclisme, patinatge...), i l'arribada d'indústries foranes (especialment la fàbrica de radiadors del grup Behr) gràcies a la construcció de l'autopista de peatge AP2 els anys setanta del segle passat. En els últims anys, la vila ha gaudit de la transformació urbanística més gran de la seva història superant la barrera dels 6.500 habitants.

## Geografia
- Llista de topònims de Montblanc (Orografia: muntanyes, serres, collades, indrets..; hidrografia: rius, fonts...; edificis: cases, masies, esglésies, etc).

Montblanc és el municipi més extens de la comarca perquè inclou l'antic terme de Rojals, que equival al 14,14% del total de la demarcació. És situat al SE de la Conca de Barberà i confronta al nord amb els de l'Espluga de Francolí, Blancafort, Pira i Barberà de la Conca; al sud amb Figuerola del Camp i Valls (amb el seu agregat de Fontscaldes), de l'Alt Camp; a l'est limita amb Valls, la Riba i Mont-ral, també de l'Alt Camp, i amb el terme de Vilaverd, de la Conca de Barberà, que s'endinsa com un tascó al terme de Montblanc. A l'oest termeneja amb Vimbodí i l'Espluga de Francolí, i toca en un punt amb el terme de Prades, del Baix Camp.
El terme és accidentat a la part sud-occidental per les Muntanyes de Prades (serra de Roquerola, on hi ha la mola de la Guineu, de 1.111 m d'altitud), de l'antic terme de Rojals. Les Muntanyes de Prades han estat incloses en el Pla d'espais d'interès natural (PEIN). La part sud-oriental és tancada per la Serra Carbonària, de menor altitud (pic de la Cogulla, de 789 m, i el Tossal Gros, de 867 m, també inclòs en el PEIN); en aquesta serra, pel coll de Lilla, passa la carretera de Valls. La composició d'aquests terrenys muntanyencs és, bàsicament, de materials triàsics. El territori montblanquí és drenat pel Francolí i pel seu afluent, el riu d'Anguera. En la proximitat de tots dos rius, i especialment en la seva confluència, predominen els terrenys d'al·luvió, del Quaternari. A aquests cursos desguassen diversos rierols i torrenteres, com el riu de la Vall al Francolí, i el barranc del Pont de Candí i les rases de l'Hortènsia i de Pira al riu d'Anguera.
El municipi de Montblanc comprèn, a part la vila de Montblanc, cap del terme, els agregats de Lilla, Rojals, Prenafeta, la Guàrdia dels Prats i el Pinetell (o Pinetell de Rojals), les caseries de Rojalons, la Barceloneta, la Bartra i els Cogullons, i també diverses urbanitzacions (les Arcades, l'Horta de Vinyols, Sant Maties i Vilasauva).

### Clima
El clima de Montblanc presenta peculiaritats que el diferencien del mediterrani, com també del continental. En realitat és un clima de transició del mediterrani de muntanya mitjana al continental. El primer penetra per la Serralada Prelitoral (de poca elevació), i el segon, per les comarques de les Garrigues i l'Urgell. La mitjana de pluges anual se situa entre els 500 i els 600 mm, amb un màxim a la tardor (setembre i octubre) i a la primavera (maig i juny). En resum, l'estiu és sec, i amb freqüència plou torrencialment a la primavera i sobretot a la tardor. La mitjana anual de temperatures és de 13,9 °C, i els mesos més calorosos són el juliol i l'agost. Els vents més freqüents són el serè, o mestral (sec, que acostuma a bufar a la tardor i a l'hivern), i la marinada (fresca i humida a les tardes d'estiu).
| Dades climàtiques a Montblanc          | Dades climàtiques a Montblanc | Dades climàtiques a Montblanc | Dades climàtiques a Montblanc | Dades climàtiques a Montblanc | Dades climàtiques a Montblanc | Dades climàtiques a Montblanc | Dades climàtiques a Montblanc | Dades climàtiques a Montblanc | Dades climàtiques a Montblanc | Dades climàtiques a Montblanc | Dades climàtiques a Montblanc | Dades climàtiques a Montblanc | Dades climàtiques a Montblanc |
| Mes                                    | gen                           | febr                          | març                          | abr                           | maig                          | juny                          | jul                           | ag                            | set                           | oct                           | nov                           | des                           | anual                         |
| -------------------------------------- | ----------------------------- | ----------------------------- | ----------------------------- | ----------------------------- | ----------------------------- | ----------------------------- | ----------------------------- | ----------------------------- | ----------------------------- | ----------------------------- | ----------------------------- | ----------------------------- | ----------------------------- |
| Màxima rècord °C (°F)                  | 20.0 (68)                     | 24.0 (75.2)                   | 30.0 (86)                     | 28.0 (82.4)                   | 34.0 (93.2)                   | 37.0 (98.6)                   | 43.0 (109.4)                  | 43.0 (109.4)                  | 35.0 (95)                     | 30.0 (86)                     | 29.0 (84.2)                   | 21.0 (69.8)                   | 43.0 (109.4)                  |
| Màxima mitjana °C (°F)                 | 11.0 (51.8)                   | 13.2 (55.8)                   | 16.5 (61.7)                   | 18.3 (64.9)                   | 22.4 (72.3)                   | 26.6 (79.9)                   | 30.1 (86.2)                   | 29.8 (85.6)                   | 26.3 (79.3)                   | 20.7 (69.3)                   | 15.1 (59.2)                   | 11.7 (53.1)                   | 20.0 (68)                     |
| Mitjana diària °C (°F)                 | 6.7 (44.1)                    | 8.1 (46.6)                    | 10.7 (51.3)                   | 12.5 (54.5)                   | 16.3 (61.3)                   | 20.5 (68.9)                   | 23.7 (74.7)                   | 23.8 (74.8)                   | 20.6 (69.1)                   | 15.5 (59.9)                   | 10.5 (50.9)                   | 7.6 (45.7)                    | 14.6 (58.3)                   |
| Mínima mitjana °C (°F)                 | 2.4 (36.3)                    | 3.1 (37.6)                    | 4.9 (40.8)                    | 6.6 (43.9)                    | 10.2 (50.4)                   | 14.3 (57.7)                   | 17.3 (63.1)                   | 17.9 (64.2)                   | 14.8 (58.6)                   | 10.3 (50.5)                   | 5.9 (42.6)                    | 3.5 (38.3)                    | 9.1 (48.4)                    |
| Mínima rècord °C (°F)                  | −10.0 (14)                    | −8.0 (17.6)                   | −5.0 (23)                     | −1.0 (30.2)                   | 1.0 (33.8)                    | 6.0 (42.8)                    | 7.0 (44.6)                    | 9.0 (48.2)                    | 6.0 (42.8)                    | −2.0 (28.4)                   | −4.0 (24.8)                   | −6.0 (21.2)                   | −10.0 (14)                    |
| Precipitació mitjana mm (polzades)     | 38.0 (1.496)                  | 26.0 (1.024)                  | 38.2 (1.504)                  | 50.4 (1.984)                  | 73.0 (2.874)                  | 52.3 (2.059)                  | 13.0 (0.512)                  | 33.7 (1.327)                  | 67.0 (2.638)                  | 76.1 (2.996)                  | 54.0 (2.126)                  | 36.4 (1.433)                  | 552.2 (21.74)                 |
| Mitjana de dies de pluja               | 5.3                           | 4.9                           | 6.0                           | 7.4                           | 8.6                           | 5.5                           | 3.0                           | 4.4                           | 5.2                           | 6.4                           | 5.3                           | 5.5                           | 66.3                          |
| Mitjana de dies de gelada              | 9.7                           | 7.1                           | 2.9                           | 0.3                           | 0.0                           | 0.0                           | 0.0                           | 0.0                           | 0.0                           | 0.3                           | 3.4                           | 7.0                           | 32.3                          |
| Font: Servei Meteorològic de Catalunya |                               |                               |                               |                               |                               |                               |                               |                               |                               |                               |                               |                               |                               |

## Demografia
Els fogatges del segle xiv atribueixen a la Vila Ducal un poblament de gairebé cinc-cents focs, fet que la converteix en la setena població de Catalunya. Després de la guerra civil de Joan el Gran va començar l'estancament primer i el descens demogràfic després. En el segle xvii va sorgir les seqüeles de la Guerra dels Segadors, amb tres assalts i allotjaments de tropes. El juny de 1687 una plaga de llagostes va portar el municipi a la bancarrota. En conseqüència, la població minvava.

A l'inici dels anys vuit-cents es parteix d'uns nivells demogràfics molt baixos (unes 275 cases). Després de la Guerra de Successió la vila va tornar a tenir pèrdues poblacionals. Després arribarà la recuperació demogràfica i en la segona meitat del segle xviii la població va iniciar un augment vertiginós, paral·lel al creixement agrícola i urbanístic, basat en una forta immigració. Però la Guerra del Francès va tornar a causar estralls i, el 1812, va motivar una fam terrible. Però els beneficis de la vinya donaran lloc a una ràpida recuperació. En els anys de la Febre d'Or, amb preus alts del vi provocats per l'anorreament de les vinyes franceses, Montblanc assoleix els 6.628 habitants. Però la inevitable arribada de la fil·loxera el 1893 va iniciar una nova etapa de depressió, agreujat per la Guerra Civil espanyola. El punt màxim d'inflexió va ser el 1950, amb 4.421 habitants. A partir del decenni dels seixanta s'inverteix el corrent negatiu i als setanta, amb l'arribada de l'autopista de peatge i la relocalització d'indústries foranes, creixerà per la immigració de la resta de l'Estat espanyol. D'aleshores ençà la població ha anat creixent de forma lenta però sostinguda i de forma ràpida, per la immigració bàsicament del Magrib i de l'est d'Europa, a principis del segle xxi.
| 1497 f | 1515 f | 1553 f | 1717  | 1787  | 1857  | 1877  | 1887  | 1900  | 1910  |
| ------ | ------ | ------ | ----- | ----- | ----- | ----- | ----- | ----- | ----- |
| 334    | 352    | 457    | 1.512 | 4.098 | 6.601 | 6.508 | 6.413 | 5.741 | 5.325 |

| 1920  | 1930  | 1940  | 1950  | 1960  | 1970  | 1981  | 1990  | 1992  | 1994  |
| ----- | ----- | ----- | ----- | ----- | ----- | ----- | ----- | ----- | ----- |
| 5.079 | 4.851 | 4.598 | 4.421 | 4.545 | 5.021 | 5.244 | 5.871 | 5.750 | 5.750 |

| 1996  | 1998  | 2000  | 2002  | 2004  | 2006  | 2008  | 2010  | 2012  | 2014  |
| ----- | ----- | ----- | ----- | ----- | ----- | ----- | ----- | ----- | ----- |
| 5.892 | 5.901 | 6.029 | 6.243 | 6.479 | 6.767 | 7.069 | 7.456 | 7.356 | 7.359 |

| 2016  | 2018  | 2020  | 2022  | 2024  | 2026 | 2028 | 2030 | 2032 | 2034 |
| ----- | ----- | ----- | ----- | ----- | ---- | ---- | ---- | ---- | ---- |
| 7.290 | 7.384 | 7.379 | 7.410 | 7.550 | -    | -    | -    | -    | -    |

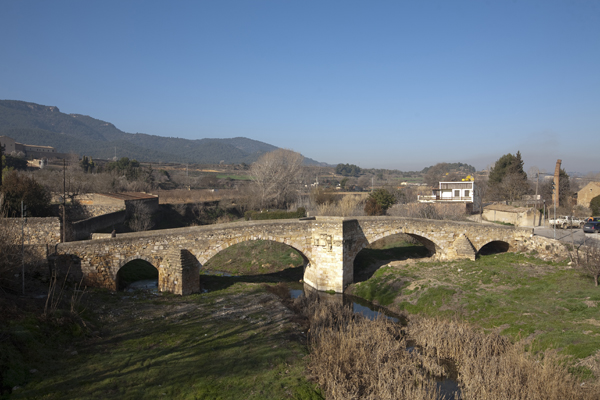
El Raval de Santa Anna.

El 1787 incorpora Cogullons; el 1857, Prenafeta i Miramar; el 1887, la Guàrdia dels Prats i Lilla; i el 1940, Rojals.

## Infraestructures i transport
Carreteres
Montblanc és un important nus de carreteres. Hi conflueixen l'autopista AP-2 (Saragossa-Barcelona) i les carreteres N-240 (Tarragona-Bilbao) i C-14 (Salou-Andorra).
L'autovia A-27 unirà la vila amb la ciutat de Tarragona quan es finalitzi el darrer tram entre el túnel del Coll de Lilla i l'AP-2.
Ferrocarril
Montblanc disposa d'una estació ferroviària de les línies R13 i R14 de Rodalies de Catalunya.
D'altra banda, la línia d'alta velocitat Madrid-Barcelona travessa el terme municipal de la vila sense aturar-s'hi.

## Llocs d'interès

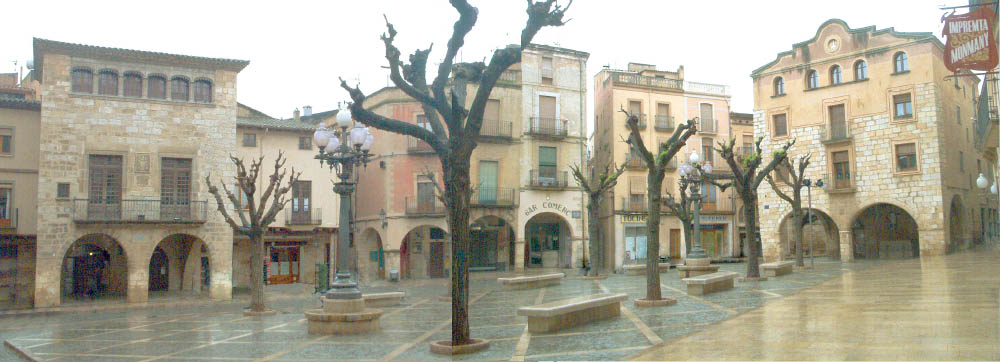
La plaça major de Montblanc (la plaça, per als montblanquins), amb la Font Major (construcció monumental de l'any 1804) i els Porxos de cal Malet on s'han ubicat les antigues quarteres de pedra per mesurar el gra, úniques a Catalunya junt amb les de la Seu d'Urgell. Per sota la plaça passa el Torrent cobert del Riuot.

La vila de Montblanc, declarada Conjunt Monumental i Artístic el 1947, és una vila medieval de referència pel nombre d'edificis conservats d'aquest període (segles xiii i xiv). Sobresurt el clos emmurallat que encercla tot el nucli històric. Les obres es poden agrupar en construccions d'arquitectura religiosa i civil, sigui privada o pública, amb palaus i casals significatius.
Arquitectura religiosa
- L'església de Santa Maria la Major, coneguda com la Catedral de la Muntanya i que resta inacabada a causa de l'epidèmia de la Pesta Negra), és l'edifici més representatiu de la vila. És d'estil gòtic ogival amb interior d'una sola nau amb capelles laterals i volta de creueria. La portalada, de proporcions renaixentistes i ornamentació d'estil barroc, va substituir a la primitiva gòtica que va ser destruïda l'any 1651.
- El convent de Sant Francesc de Montblanc va ser dels més antics de Catalunya i hi va pernoctar Sant Francesc d'Assís. L'església del convent és un edifici del primitiu gòtic català, amb cobertura de fusta policromada, capelles laterals i absis amb volta de creuaria. L'any 1414 es reuniren les Corts Catalanes. El convent va ser destruït al segle xix. En una capella barroca lateral a l'església hi ha l'oficina de turisme de la vila.
- L'església de Sant Miquel, on es van celebrar les Corts Catalanes. L'enteixinat policromat del segle xiv és d'un gran valor artístic.
- L'església-hospital Sant Marçal, del segle xiv, destaca per la seva coberta de fusta damunt d'arcs diafragmàtics.

- L'antic Hospital de Santa Magdalena, fora murs, és un edifici on coexisteixen els models de la darrera arquitectura gòtica amb els renaixentistes.
- El convent i santuari de la Serra molt lligat a la devoció i peregrinació dels montblanquins, ja que serva la imatge de la patrona de la vila, de gran valor artístic.
- El santuari de la Mare de Déu dels Prats, popularment conegut com l'ermita dels Prats, a la pedania de La Guàrdia dels Prats.
- El convent de la Mercè.
- Les ermites de Sant Joan, la de Sant Josep i la de Santa Anna, aquesta darrera a la pedania de Prenafeta)
- La font de la ceba.

Arquitectura civil i obres públiques
- El Recinte emmurallat va ser construït en temps del rei Pere el Cerimoniós, a partir de l'any 1366. Té un perímetre de 1.500 m amb els portals de St. Francesc -enderrocat-, el de Sant Jordi, el de Sant Antoni -reconstruït-, el de Bové i del Castlà; els portalets de St. Marçal i del Foradot; i 28 torres.
- En el nucli històric destaquen diversos casals o immobles. Els més representatius són la casa senyorial del Palau Reial (residència ocasional dels reis de la Corona d'Aragó); els Palaus dels Josa, dels Castellví, dels Alenyà i del Castlà; el Casal dels Desclergue i la Casa de la Vila.
- El Call jueu de Montblanc va tenir cementiri i sinagoga, però avui només queden restes de la trama urbana.
- La plaça major, amb la Font major (construcció monumental de l'any 1804) i els Porxos de cal Malet on s'han ubicat les antigues quarteres de pedra per mesurar el gra. Per sota la plaça passa el Torrent cobert del Riuot.
- El Pont vell romànic (segle xii) manté la seva estructura romànica dels pilars-contraforts, cos central i arcs.
- El Celler Cooperatiu, obra modernista de Cèsar Martinell, considerat una de les catedrals del vi de Catalunya.[7]

Museus
- Museu Comarcal de la Conca de Barberà:[8] Conjunt arquitectònic format per dos molins fariners d'època medieval. Funcionament hidràulic dels molins amb demostracions de formes de moldre; tipus de materials i equipaments: moles, mecanismes, etc. propis dels molins tradicionals catalans i en particular de la Conca de Barberà.[9]
- Museu del Pessebre de Catalunya[10]Antic Hospital de Santa Magdalena (segle xiv-XVI). L'hospital té dues plantes amb un bell claustre central, compost per arcs de fina traça de l'anomenat gòtic prismàtic.
- Museu d'Art Frederic Marés
- Museu d'Art Palau Ferré
- Museu Molins de la Vila
- Museu d'Història Natural

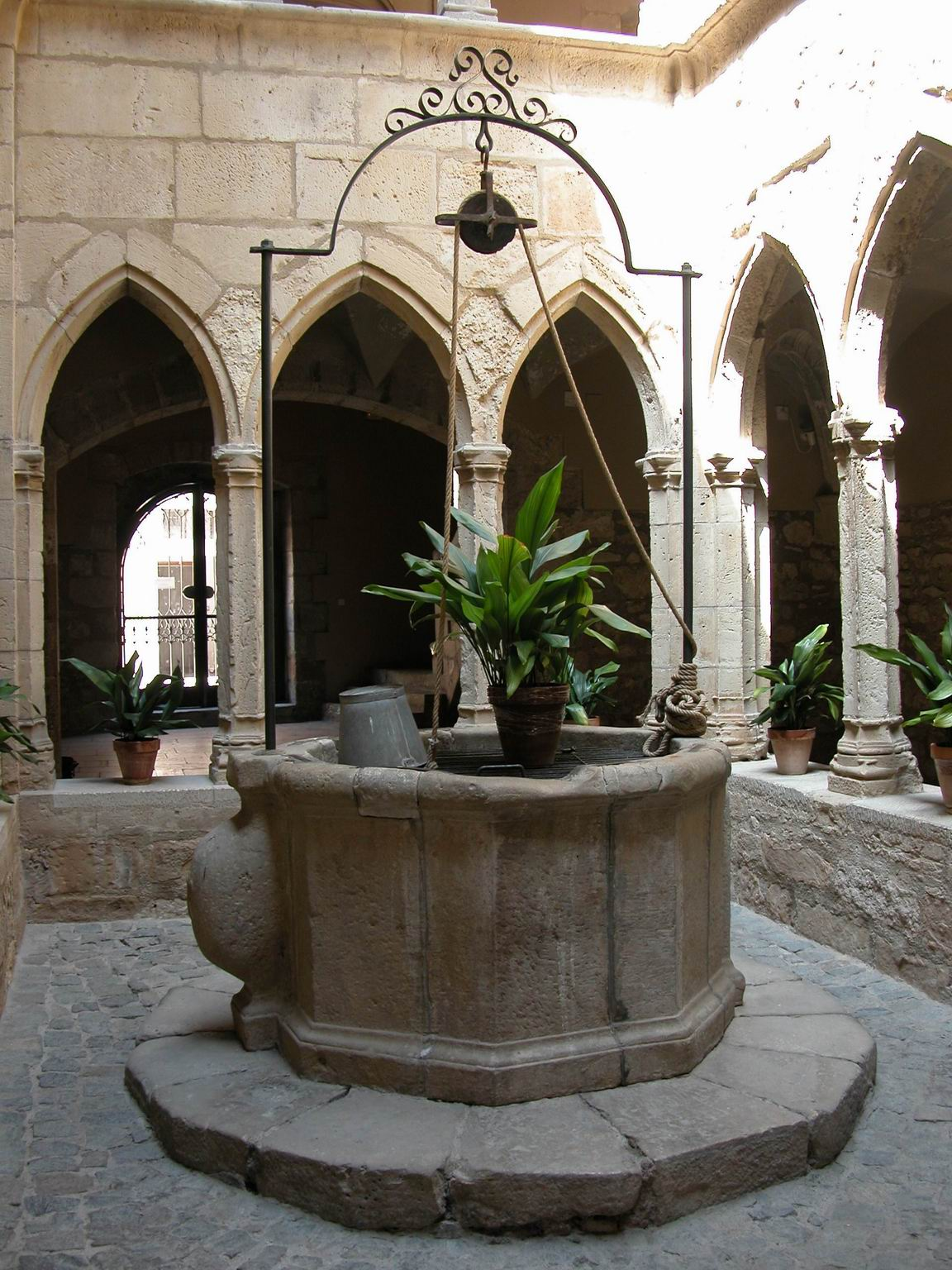
Antic Hospital de Santa Magdalena (-XVI). L'hospital té dues plantes amb un bell claustre central, compost per arcs de fina traça de l'anomenat gòtic prismàtic.

- Centre d'Interpretació d'Art Rupestre de les Muntanyes de Prades
- Arxiu Històric Comarcal de la Conca de Barberà

Masies
- Mas de Rojalons
- Mas d'en Llord[11]
- Mas del Foraster[12]
- Mas de Carlons[13]
- Mas de Besora[14]
- Mas de Belart[15]

## Barris i entitats de població
| Entitat de població   | Habitants (2024) |
| Montblanc             | 7.117            |
| la Guàrdia dels Prats | 183              |
| Lilla                 | 103              |
| Prenafeta             | 78               |
| Rojals                | 49               |
| el Pinetell           | 9                |
| Font: Idescat         |                  |

Actualment, dins la trama urbana, es poden distingir dues zones: la del centre històric, emplaçada dins del clos del recinte emmurallat de Montblanc, i l'eixample ubicat extramurs i edificat a partir dels anys cinquanta i seixanta del segle xx, i que ha rebut un fort impuls amb el canvi de segle.
Tradicionalment, la vila ha estat dividida en set barris: el de Sant Miquel, el de Sant Domènec, el dels Àngels, el de Sant Roc, el de Sant Cristòfol, el de Santa Anna i el de Santa Tecla. En la dècada dels vint del segle passat s'hi va afegir el barri del Carme. Fora muralles hi ha el barri de Montserrat, el de Santa Clara, el de Sant Maties, la urbanització de les Arcades, el Sant Joan, el de Nialó, el d'Horta de Vinyols i el del Sòl de l'Horta.
La Vila Ducal comprèn a més els agregats de la Guàrdia dels Prats, Lilla, el Pinetell, Prenafeta i Rojals.

## Cultura i tradicions
El folklore montblanquí és un dels punters a Catalunya per tradicionals. Els vilatans comenten que les festes sempre han estat iguals. S'hi pot trobar:
- Gegants. Construïts el 1864 a Barcelona amb aires senyorials. El Gegant sosté la carta fundacional de la Vila i du corona comtal mentre que la Geganta va vestida de noble i llueix un pentinat diferent cada any fet amb cabells tallats a les perruqueries de la Vila. El 1992 se'n construí una rèplica de menys pes. Són l'estrella dels actes tradicionals i fan vibrar a tota la plaça, sobretot amb el popular pasdoble Amparito Roca.

- Nanos. Acompanyen els gegants. Se sap que l'any 1911 necessitaven una reforma. Els homes duien tricorn i les dones còfies de colors i eren controlats per un diable vermell. Van reaparèixer el 1981.

- Ball de bastons. Al ritme de la melodia d'una flauta dolça, piquen fortament amb radis de rodes de carro. La primera referència escrita data del 1734, quan van participar en el Corpus de Barcelona, tot i que es considera d'origen baixmedieval. L'actual colla data de 1964.

- Colla Infantil del Ball de Bastons. Garanteixen la continuïtat de la colla gran. Es creà el 1979.

- Ball de gitanes i gitanos. L'estrena de la seva recuperació havia de ser dins el marc de les Festes de Sant Maties 2020. Amb la pandèmia de la Covid-19, aquesta estrena ha quedat posposada, per quan les mesures ho permetin, així com la seva entrada a la Festa Major.

- Cucafera. Referenciada per primer cop l'any 1381. Recuperada l'any 2016. És l'encarregada de recollir els xumets dels més menuts quan es fan grans.

- Mulassa. Hi havia un cavaller que la muntava i el cap era d'un esquelet autèntic. L'actual és de 1981 i és portada per quatre persones.

- Àliga. Documentada el 1579. Ballava juntament amb els aligots, que l'acompanyaren fins a la Guerra dels Segadors, quan foren cremats. L'àliga corregué la mateixa sort el 1811, quan fou cremada pels francesos. Es recuperà el 1981.

- Drac de Montblanc. Autèntic protagonista dels correfocs, juntament amb els dimonis, també actua a la sortida d'ofici per la Festa Major. El que es cremà durant la Guerra dels Segadors era de 1586. Un nou drac fou elaborat el 1981.

- Grallers. Antigament hi havia diversos grups de grallers. La música de les gralles, el bombo i la caixa de percussió fa ballar l'Àliga, la Mulassa, el Drac, la Cucafera, l'Àliga Infantil, el Drac Infantil i acompanya els Torraires.

- Dimonis. Surten durant els correfocs junt amb el Drac i participen en la Dracum Nocte (Setmana Medieval). La primera actuació fou el 3 de març de 1984.

- Dimonis Infantils. Participa en la crema del Carnestoltes, acompanya la flama del Canigó per donar sortida a la nit de Sant Joan i al correfoc de Festa Major. Va ser creada l'any 2007.

- Macers i Abanderat. Les maces daten del 1693. Porten gramalla vermella i gorgera blanca. Acompanyen a l'Ajuntament en les sortides oficials i, antigament, oferien aigua a l'entrar a l'església a les autoritats municipals.

- Torraires. A mitjans de segle xix ja existia una colla castellera, que posteriorment es dividí en dues colles; Nova i Vella, que van arribar a competir amb els Xiquets de Valls. Desaparegueren amb la fil·loxera i foren refundats el 1994.

- Banda de Música Verge de la Serra. Formada (1996) amb músics procedents de la Banda Municipal i la Banda de Cornetes i Tambors. Són els encarregats de fer ballar els Gegants a ritme de pasdobles. En diades assenyalades, la banda de música també ofereix concerts a la població, ja que no només toquen els pasdobles dels Gegants.

- Timbales. Com els macers acompanyen l'Ajuntament, però van a cavall i porten una capa vermella i una boina amb tira de passamaneria. L'any 1981 van fer l'última sortida i es van recuperar novament el 1999.

- Armats. Són els soldats romans que surten el Divendres Sant acompanyant en tot moment la imatge del Sant Crist de la Congregació de la Puríssima Sang de Nostre Senyor Jesucrist. N'hi ha 33 (com els anys de Crist); cornetes, timbals i llancers, amb els seus respectius capitans.

- Durant les festes de la Serra de 2006 es van estrenar els nous elements folklòrics de la Vila, els Nanos Infantils, el Drac Petit i l'Aligot.
- Banda de Cornetes i Tambors Verge de la Serra -desapareguda-
- Majorettes -desaparegudes-
- Diables -desapareguts-

Llegendes
- Llegenda de Sant Jordi. La tradició catalana situa la Llegenda de Sant Jordi a Montblanc. Existeix el Portal de Sant Jordi on conta la tradició que davant mateix, Sant Jordi va matar el drac.
- Arribada de la Mare de Déu de la Serra. La llegenda conta la fundació del Santuari de la Serra.

Principals festes
- GENER: Reis Mags i Festa de Sant Antoni (Matança del Porc i Tres Tombs).
- FEBRER: Carnaval.
- MARÇ: Calçotades
- ABRIL: Processons de Setmana Santa i Setmana Medieval de la Llegenda de Sant Jordi.
- MAIG: Festes de Sant Maties.
- JUNY: Processó de Corpus, Nit de Sant Joan i Brickània (Festival de construccions Lego).
- JULIOL i AGOST: Aplec de Sardanes. Cada cap de setmana hi ha la festa d'algun barri i/o pedania.
- SETEMBRE: Festa Major en honor de la Mare de Déu de la Serra. Terrània, fira Internacional de Ceràmica.
- OCTUBRE: Clickània, festival de clicks de Playmobil.
- NOVEMBRE: Fires de Sant Martí.
- DESEMBRE: Festes de Nadal.

El Foradot
El Foradot és una revista bimestral de Montblanc fundada l'abril de l'any 2000 per un grup de persones a iniciativa de l'ajuntament. La revista s'edita en paper i, periòdicament es digitalitza i s'incorpora a l'Arxiu de Premsa Digitalitzada del departament de Cultura de la Generalitat de Catalunya en l'apartat corresponent a l'Arxiu Comarcal de la Conca de Barberà.

## Esport
Destaquen els següents clubs esportius i seccions:
- Club Tennis Montblanc
- C.F. Montblanc
- Club Escacs Montblanc
- Club Atlètic Montblanc
- AE Montblanc
- Club Bàsquet Montblanc
- Club Excursionista Montblanc
- Hoquei Montblanc
- Societat Esportiva de pesca la Bagra
- Secció ciclista Casal Montblanquí

## Personatges i fills il·lustres de Montblanc
Categoria principal: Montblanquins
Edat mitjana
- Ramon Desllor (segle xiii) Cavaller.
- Arnau d'Oliola (segle xiii - Poblet, 1276) Abat de Poblet (1267-76).
- Pere de Prenafeta (segle xiii – Lleida, 1285) Baró de Prenafeta i mestre d'obres.
- Sant Pere Ermengol (1238-1304) Noble, bandoler, mercedari i màrtir santificat.
- Reinard des Fonoll (Anglaterra, segle xiv - 1362) Mestre d'obres i picapedrer.
- Jaume Conesa (1320 – Barcelona, 1390) Funcionari reial.
- Guillem Timor (segle xiv) Escultor gòtic.
- Elionor d'Urgell (1378-1430) Noble de la família dels comtes d'Urgell i ermitana de Sant Joan.
- Miquel Sadurní (segle xiv – Barcelona, 1446) Brodador.
- Berenguer Roig (segle xv - Escaladei, 1476) Monjo cartoixà.
- Pere Daguí (?-1500) Filòsof lul·lista.

Edat Moderna
- Jeroni de Torres (segle xvi - ?, 1611) Escriptor i religiós jesuïta.
- Francesc Aguiló (segle xvi – s. XVII) Jurista.
- Cristòfor Hortoneda (segle xvi – s. XVII) Pintor actiu entre 1586-1624.
- Josep Folch i Gener (s. XVII - s. XVIII) Teòleg.
- Francesc de Castellví (1682-1757) Militar austriacista i historiador.
- Josep Castellví i Ferran (s. XVIII) Escriptor i corregidor.
- Albert Vidal i Jordana (s. XVIII) Eclesiàstic franciscà
- Fra Magí Català (1761-1830) Missioner franciscà a la costa oest de Nord-amèrica.
- Ramon Belart i Miquel (1789 – 1840) Escultor.

Edat contemporània

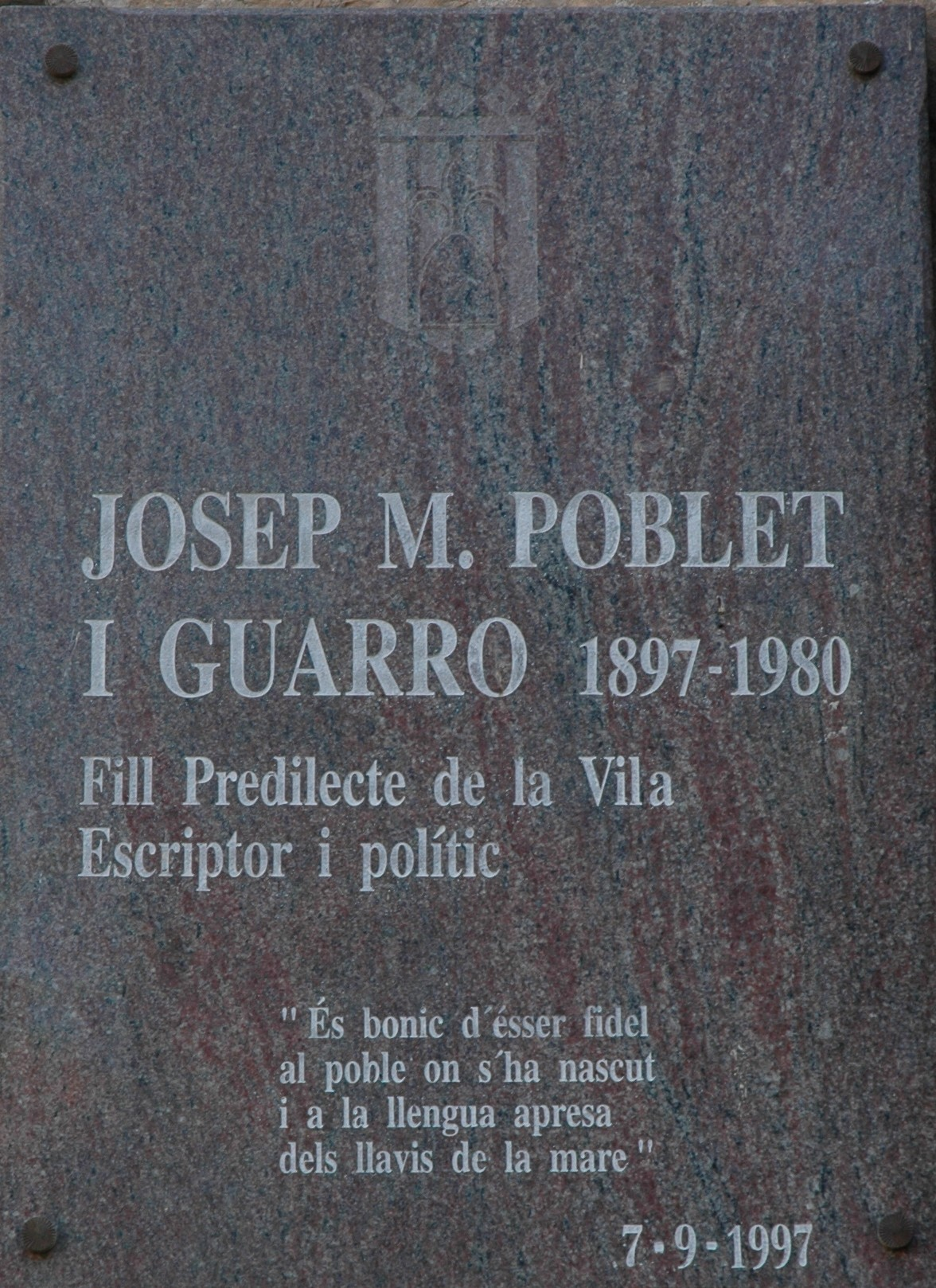
A la plaça major (la "plaça" per antonomàsia dels montblanquins) hi ha la placa dedicada a Josep Maria Poblet i Guarro, escriptor i diputat del Parlament de Catalunya. Va presidir la mesa d'edat del Parlament en la seva sessió constitutiva el 1980. Va ser nomenat fill predilecte el 7 d'abril de 1978. Autor de diversos llibres sobre Montblanc, de novel·les i, sobretot, de teatre, va deixar escrita la frase que acompanya la placa:
És bonic d'ésser fidel al poble on s'ha nascut i a la llengua apresa dels llavis de la mare.

- Salvador Magrinyà (s. XVIII - ?, s. XIX) Físic i militar.
- Ramon Bluch (s. XIX - 1901) Eclesiàstic.
- Maties Miquel i Torruella (s. XIX – 1903) Pianista.
- Marià Pedrol i Balart (1852-1918) farmacèutic i delegat a l'Assemblea de Manresa (1892).
- Macià Guarro i Ribé (1863-1953)
- Antoni Palau i Dulcet (1867 – Barcelona, 1954) Llibreter.
- Josep Conangla i Fontanilles (1875-1965) Polític, assagista i poeta.
- Ramon Sabater i Balcells (1877 – Tarragona, 1933) Eclesiàstic.
- Josep Gaya i Cendra (1881 – Lleida, 1922) Eclesiàstic i publicista.
- Rafael Folch i Andreu (1881-1960) Catedràtic de Farmàcia.
- Pere Sanahuja i Vallverdú (1882 – Lleida, 1959) Historiador i frare franciscà.
- Josep Conangla i Fontanilles (1875-1965). Llicenciat en dret, polític, literat i publicista d'obres en prosa i en vers.
- Josep Folch i Folch (1897 - ?) Polític i agricultor.
- Josep Maria Poblet i Guarro (1897 – 1980) Escriptor i polític.
- Josep Porter i Rovira (1901 – Barcelona, 1999) Llibreter i bibliòfil.
- Josep Andreu i Abelló (1906-1993) Advocat i polític.
- Jaume Llecha i Sans (1916 – Barcelona, 1970) Violinista.
- Ismael Balanyà i Moix (1921 - 2000) Pintor i gravador.
- Maties Palau Ferré (1921-2000), pintor i ceramista. Deixeble de Pablo Picasso. Va fer exposicions a Espanya, Estats Units, Regne Unit i França. L'Ajuntament de Montblanc el nomenà fill predilecte de la vila i li va dedicar un carrer. El 2001 es va inaugurar el Museu d'Art Palau Ferré.
- Carles Andreu i Abelló (1924-2008) Polític.
- Josep Maria Giné i Rosselló (1925-2014) Alcalde de Montblanc (1955), advocat i escriptor.
- Josep Gomis i Martí (1934 -) Polític.
- Francesc Bonastre i Bertran (1944 - 2017) Musicòleg i compositor.
- Marcel·li Bayer Gaspà (1898-1977), compositor, saxofonista i clarinetista.

| Període         | Alcalde                      | Partit polític                            | Observacions |   |
| --------------- | ---------------------------- | ----------------------------------------- | --- | - |
| 1979-1980       | Josep Gomis i Martí          | CiU                                       | Guanya amb el 58% dels vots i obté Majoria absoluta amb 8 regidors dels 13 sèrie hi ha a l'ajuntament. Dimiteix com a alcalde quan és escollit President de la Diputació de Tarragona |   |
| 1980-1983       | Josep Recasens i Llort       | CiU                                       | - |   |
| 1983            | Josep Gomis i Martí          | CiU                                       | Incrementa la majoria absoluta fins als 9 regidors dels 13 que hi ha a l'ajuntament. Dimiteix com a alcalde quan és escollit President de la Diputació de Tarragona                   |   |
| 1983-1986       | Dionís Mestre i Serrat       | CiU                                       | Defunció |   |
| 1986-1987       | Maties Sanahuja i Queralt    | CiU                                       | - |   |
| 1987-1990       | Maties Sanahuja i Queralt    | Independents per Montblanc                | Dimiteix juntament amb tot el Consistori arran de la presentació del Pla Director per a la Gestió dels Residus Industrials a Catalunya                                                |   |
| 1990-1991       | Sense alcaldia               | -                                         | - |   |
| 1991-1993       | Andreu Mayayo i Artal        | ICV                                       | - |   |
| 1993-1995       | Lluís Roselló i Olivé        | CiU                                       | És escollit alcalde a través d'una moció de censura contra Andreu Mayayo |   |
| 1995-1999       | Andreu Mayayo i Artal        | ICV                                       | |   |
| 1999-2001       | Josep Andreu i Domingo       | ERC Montblanc                             | Pacte de govern ERC amb CiU |   |
| 2001-2003       | Josep M. Borràs i Vidal      | CiU                                       | Pacte de govern ERC amb CiU |   |
| 2003-2005       | Carles Carreras i Ollé       | CiU                                       | Pacte de govern CiU amb Acord per Montblanc |   |
| 2005-2007       | Josep M. Campdepadrós i Sans | Acord per Montblanc                       | Pacte de govern CiU amb Acord per Montblanc |   |
| 2007-2011       | Josep Andreu i Domingo       | Agrupament Catalanista de Montblanc - ERC | - |   |
| 2011-2015       | Josep Andreu i Domingo       | Agrupament Catalanista de Montblanc - ERC | El 17 de juliol de 2013 es va constituir un govern d'unitat format per tots els grups amb representació: Agrupament Catalanista de Montblanc, L'Entesa, CiU, FIC i PSC.               |   |
| 2015-2019       | Josep Andreu i Domingo       | Agrupament Catalanista de Montblanc - ERC | - |   |
| 2019-2023       | Josep Andreu i Domingo       | Agrupament Catalanista de Montblanc - ERC | - |   |
| 2023-2025       | Oriol Pallissó i Balanyà     | ERC Montblanc                             | Pacte ERC amb Junts per Montblanc (PdCat) i Despertem Poble (FIC). | - |
| 2025-actualitat | Marc Vinya Miralles          | PdCat (Junts per Montblanc)               | Pacte ERC amb Junts per Montblanc (PdCat) i Despertem Poble (FIC). |   |